# Semiotic Inspection Method
Il Semiotic Inspection Method (in italiano: Metodo di ispezione semiotica) o in sigla SIM è un metodo dell'ingegneria semiotica che valuta la qualità di comunicazione del progettista che ha creato l'interfaccia di comunicazione nei confronti degli utenti, dal punto di vista del progettista. 

## Fasi
- Preparazione
- Analisi dei segni metalinguistici
- Analisi dei segni statici
- Analisi dei segni dinamici
- Confronto dei messaggi del progettista generati nei passi precedenti
- Valutazione finale della comunicabilità del sistema